# 군사정보보호협정
군사정보보호협정(軍事情報保護協定, 영어: General Security of Military Information Agreement, 지소미아(GSOMIA))를 포함하여, 군사적인 동맹 국가 또는 친밀한 관계에 있는 두 국가 또는 여러 국가 간의 비밀 군사 정보를 제공할 때, 제3국으로의 유출을 방지하기 위해 연결하는 협정이다.

## 한국
한국은 35개국과 지소미아를 체결해 군사 정보를 공유하고 있다. 추가로 중국, 남아프리카 공화국 등 8개국과 지소미아 체결을 추진 중이다.

## 미국
미국은 60개국 이상과 지소미아를 체결하고 있는 것으로 알려져 있지만, 모두가 공표되고 있는 것은 아니고, 정확히 38개국과 지소미아를 체결하고 있다.

### 주요 협정
- 이탈리아 :: "비밀정보보호협정" 1964년에 체결.
- 노르웨이 :: 비밀정보보호협정 1970년 체결.
- 프랑스 :: 비밀정보보호협정 1977년 체결.
- 덴마크 :: "군사정보보호협정" 1981년 체결.
- 이스라엘 :: "정보보호포괄협정" 1982년 체결.
- 파키스탄 :: "군사정보보전협정" 1982년 체결.
- 태국 :: "군사정보보호협정" 1983년 체결.
- 싱가포르 :: "군사정보보호협정" 1983년에 체결.
- 호주 :: "비밀정보 보호를 위한 조치에 관한 호주 정부와 미국 정부 간의 협정" 1962년에 체결된 구협정을 2002년에 개정.
- 인도 :: "비밀군사정보 보호조치에 관한 미국·인도간 협정" 2002년 체결.

## 같이 보기
- 한중 관계
- 한미 관계
- 정보공유약정
- 한미일정보공유약정